# Rio Torto (Valpaços)
Rio Torto ist eine Gemeinde (Freguesia) im portugiesischen Kreis Valpaços. In ihr leben 284 Einwohner (Stand 19. April 2021).